# Fray Marcos
Fray Marcos es una localidad uruguaya del departamento de Florida, y es sede del municipio homónimo.

## Geografía
La localidad se ubica al sureste del departamento de Florida, próximo a las costas del río Santa Lucía y del arroyo del Chamizo, sobre la ruta nacional n.º 7 en su km 96, empalme con la ruta 94. 56 km la separan de la capital departamental Florida, siendo la ciudad más cercana Tala, a 20 km al sur.

## Historia
En 1887, con la construcción de la vía férrea que unía Montevideo con Nico Pérez, se estableció una población en los campos de Ramón Latorre. Estos campos eran dos suertes de estancias entre el arroyo del Chamizo y el río Santa Lucía Grande, que abarcaban cuatro mil hectáreas. El gobierno de Manuel Oribe le había reconocido la propiedad a Andrés Latorre, su antepasado, en 1836. Ramón Latorre entregó parte de sus tierras a la compañía de ferrocarril para que se trazara la vía de trenes a través de sus campos, a cambio de que la estación llevara su nombre. Así surgió el nombre de pueblo Latorre (o Estación Latorre), por donde el primer tren pasó el 1.º de septiembre de 1891. En esa época el ferrocarril constituía una herramienta fundamental en el desarrollo del campo, y los recorridos eran trazados de acuerdo a la conveniencia de los explotadores de los recursos del lugar.
Los primeros pobladores del lugar provenían del paso Fray Marcos sobre el río Santa Lucía, donde tuvo lugar la batalla de Fray Marcos en 1904 entre las divisas blanca y colorada. La estación de ferrocarril del lugar, inaugurada en 1888, llevó el nombre de Estación Latorre, sin embargo, a la zona se la conocía como paso de Fray Marcos, topónimo cuyo origen se le asigna popularmente al hecho de que un fraile llamado Marcos se habría ahogado en ese lugar, hecho del cual no se tienen registros históricos. La estación siguió llamándose Latorre desde 1887 hasta 1920, año en que murió Ramón Latorre y pasó a llamarse Estación Fray Marcos.
El actual pueblo de Fray Marcos tuvo el patrocinio de dos familias, la de Latorre (Ramón Latorre) y la de los Díaz (Manuel Díaz); con tal patrocinio fue creada la Iglesia, la escuela y la comisaría. La primera capilla fue fundada en el año 1913, siendo el primer párroco de la misma Luis Bettini. Fue en esa misma época en que se creó el molino harinero, el cual brindó trabajo a obreros y campesinos y permitió el desarrollo mercantil de la villa. Pasado los años, dicho local fue adquirido por Agroindustrias Florida y allí estuvo instalada la fábrica de caramelos Zabala. Para el año 1919 la localidad fue declarada oficialmente pueblo por Ley 6906 de 23 de mayo de ese año.
En 1943 se habilitó el actual local de la escuela pública hoy llamada «Dr. Ciro Giambruno». Fue él quien bajo el cargo de Ministro de Instrucción Pública y Previsión Social realizó las primeras gestiones para la construcción del local escolar; bajo ese mismo cargo años más tarde donó los terrenos donde se edificaron la policlínica y comisaría local. Es por todas estas obras y en su honor que la principal avenida de la localidad y su escuela pública hoy llevan su nombre. En 1954 fue creada una fábrica de aceite llamada «Caodusa», la que funcionó unos pocos años nada más. Dos años más tarde, el 5 de julio de 1956, la localidad fue elevada a la categoría de villa por Ley 12.297.
El 21 de abril de 1970 un tornado EF4 azotó la localidad. El fenómeno destrozó gran parte de la misma, dejando como saldo la vida de once vecinos.
En 1984 fue inaugurado el liceo, el cual en sus comienzos funcionó en carácter de liceo privado, hasta que en 1990 fue oficializado y transferida su dirección a Secundaria. En 1987 se creó una fábrica de procesamiento de lana, una de las pocas instaladas en el país, la cual brinda hoy trabajo a más de un centenar de personas de la zona, siendo una de las fuentes laborales más importantes. En 1988 se habilitó el primer plan de viviendas de ayuda mutua MEVIR, contando ya con un total de 3 planes de estas características.

## Población

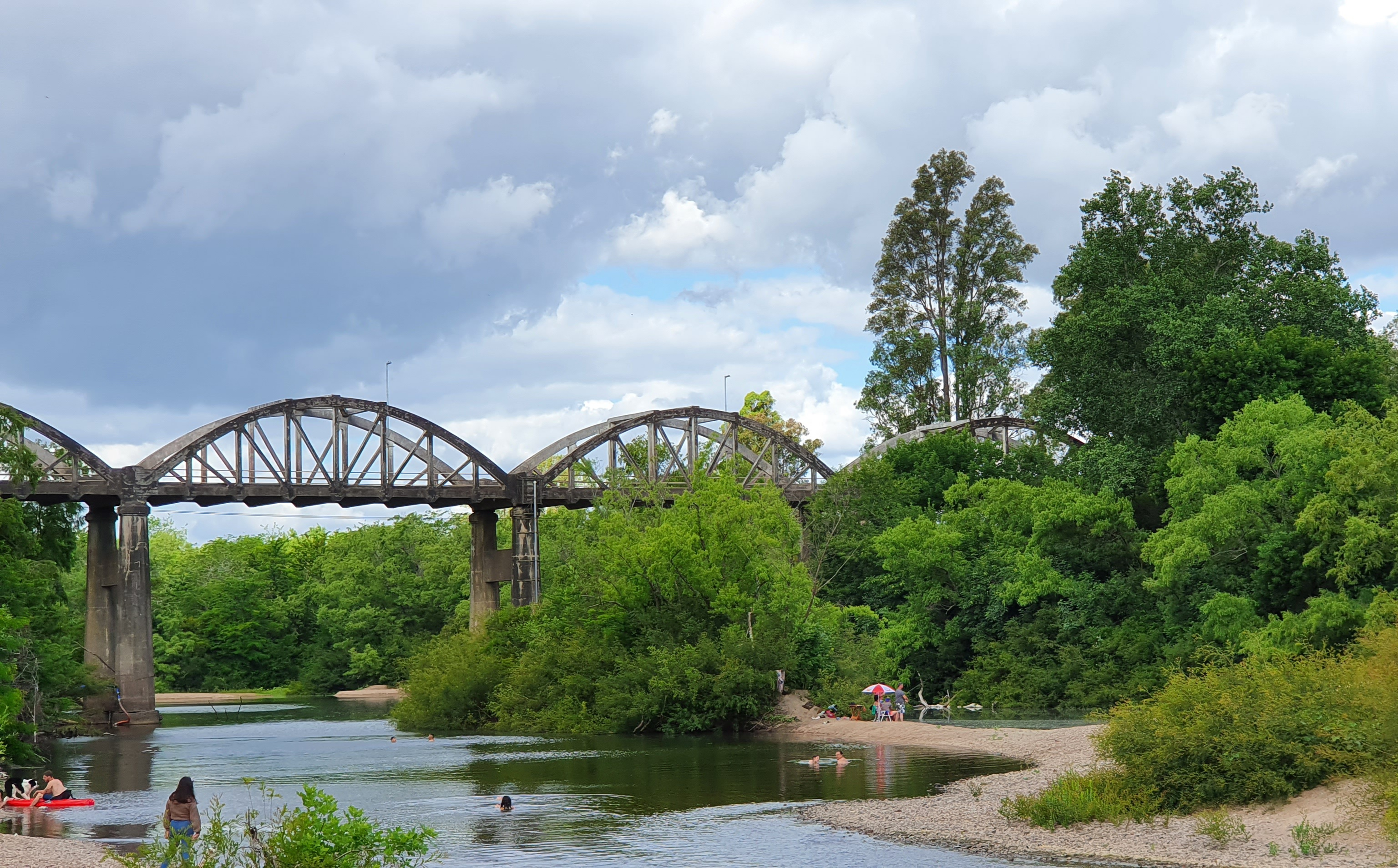
Puente de la ruta 7 sobre el río Santa Lucía, junto al camping al sur de la ciudad.

Según el censo del año 2011 la localidad contaba con una población de 2398 habitantes.
| 1403          | 1568 | 1676 | 2053 | 2509 | 2398 |
| (Fuente: INE) |      |      |      |      |      |

## Gobierno
En el año 2013 fue presentado por parte del Intendente de Florida, ante la Junta Departamental, el proyecto para la creación del municipio de Fray Marcos. Esta iniciativa fue tomada de acuerdo a la Ley 18567, que prevé la creación de municipios en todas aquellas localidades con más de 2000 habitantes, y que conformen una unidad con personalidad social y cultural. La creación de dicho municipio fue aprobada por la Junta Departamental de Florida el 15 de marzo de 2013 por Decreto n.º 06/2013.

## Economía

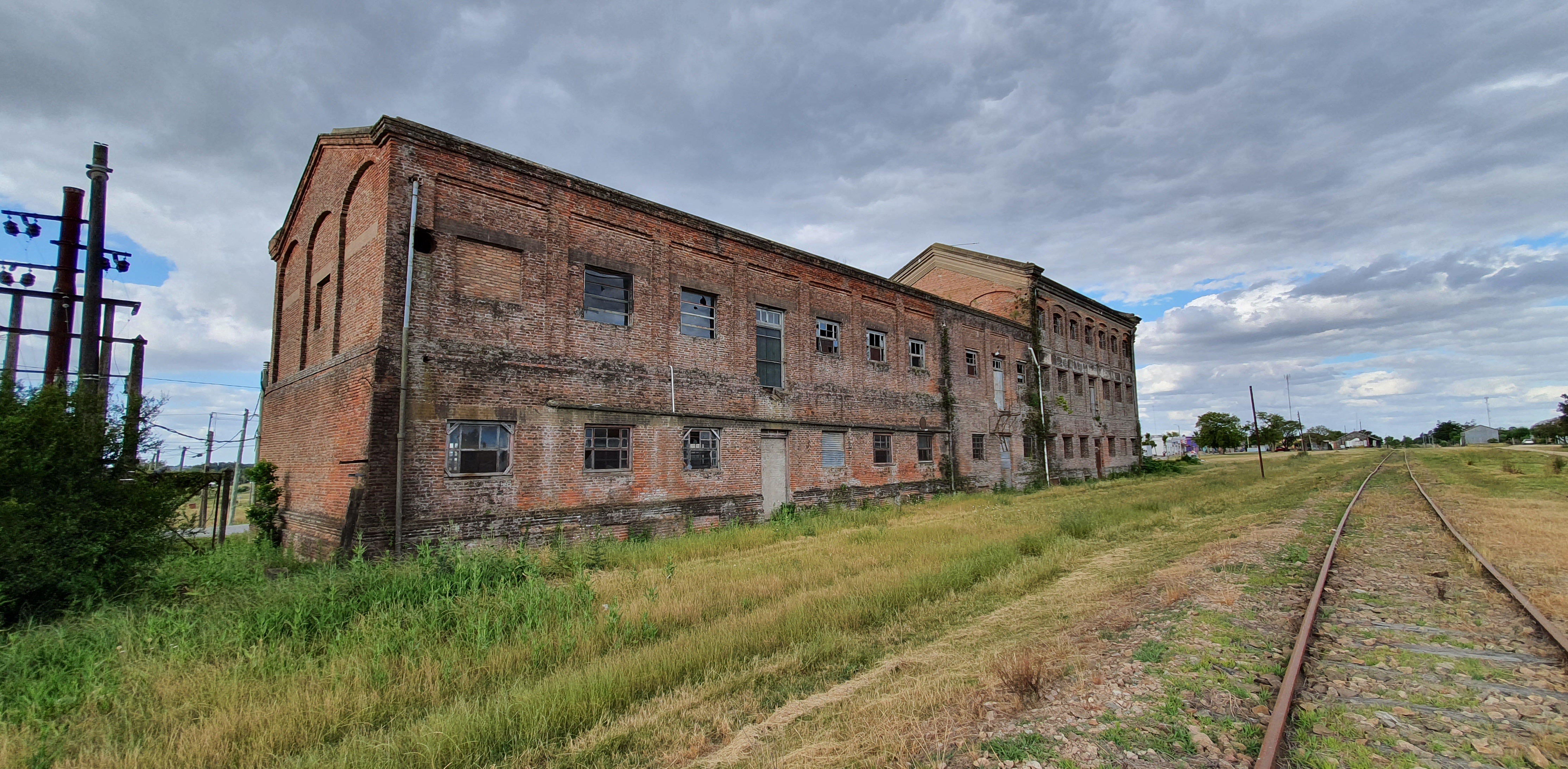
Antiguo molino harinero de la ciudad.

La localidad posee una poblada campaña de pequeños y medianos productores, zona que se destaca por su altísima producción de morrones (primer lugar a nivel nacional) y tomates.
En ella están instaladas avícolas, que producen más del 12% de huevos del país.
Existen productores de cerdos comunes y magros, aserraderos, una exportadora de lana peinada (Engraw) con una producción estimada en 10 toneladas diarias, fábrica de caramelos y dulces de la prestigiosa marca Zabala, fabricación de cajones de madera y féretros, fábrica de tejidos en lana (Manos del Uruguay), tejedoras individuales, Empresa de Mantenimiento de la red vial, etc. Además, actualmente está en pleno desarrolló un parque industrial situado en las afueras de Fray Marcos con el nombre de Parquesur, donde ya están construidos 4 silos de almacenaje, una fábrica de ración para ganado y una fábrica de pellets de alfalfa.
Hoy se agrega a la economía local que se aprovechará el potencial eólico de la zona para la generación de energía eléctrica.
Fray Marcos es una localidad con muy bajos índices de desocupación y con un crecimiento urbanístico atípico en el interior de Uruguay con índices que lo destacan como un polo importante de desarrollo.

## Instituciones Educativas
1. Centro CAIF Dionisio Díaz
2. Escuela N°45 Doctor Giro Giambruno
3. Liceo Fray Marcos

## Personalidades
- Agustín Martínez, futbolista.[13]